# Accaras
Les Accaras ou Akkaras (berbère : Ikkariyen, en tifinagh : ⵉⴽⴽⴰⵔⵉⵢⵏ, arabe : عكارة), sont un ensemble de tribus, présentées comme berbères,,, aujourd'hui arabisées, installées dans la région tunisienne de Zarzis. 
Les Accaras forment la population côtière de la région de Zarzis. Ils profitent d'un climat plus humide que leur autre confrère Ouerghemma et de bonne terres, ils se sont vite fixés au sol sacrifiant leurs terrain de parcours, donc l'élevage, à l'établissement d'oliveraies et par la création de jardins irrigués.
Ils sont aussi excellent marins et possèdent une nombreuse flottille qui leur sert en particulier à la pêche aux éponges.
Leur position en bordure de la mer multipliant les occasions de contact avec diverse populations indigène et avec les européens, leur a permis d'avoir une avance certaine sur les autres tribus Ouerghemma : civilisation et mode de vie sensiblement plus raffinée, esprit plus ouvert, aptitude plus grande à profiter des techniques modernes et à pratiquer le commerce, mais aussi esprit de chicane et de résistance à l'autorité plus marqué.

## Origine
Dans une étude de Ahmed M’Charek sur les Berbères Zanenses (Zénète), cet historien de l'Université de Tunis y voit le nom de cette tribu comme celui d’une tribu gétule à l’époque antique, celle des Aggares ou Acchares qui deviennent au Moyen-Âge les Zénètes « Aggar » ou « Accara ».
Mentionné par Ibn Hawqal qui écrivait au Xe siècle dans sa liste des tribus Zénètes sous la forme de « Banu Akkara ». La dispersion en Ifriqyia de l’ethnonyme « Accara » (adj. ethnique « Accari ») a généré deux aires de peuplement (l’une à Tripoli et sa région, l’autre à Gergis (Zarzis) et sa région). À partir de ces deux zones situées dans la plaine côtière de la Djeffara, ce nom a essaimé sur le littoral tunisien depuis Gergis jusqu’à Bizerte à la faveur d’un mouvement de transhumance qui a duré plus de trois siècles.
On raconte que face à Djerba, dans la presqu'île de Akkara, vivaient des "Zawwaġa" partagés entre les quatre tendances de l'ibadisme: ils sont wahbites, halafites, naffatites ou nekkarites.
Dans une carte confectionnée en 1928 par l’historien italien Enrico de Agostini, à la suite de son livre Popolazione della Tripolitania publié en 1917, on peut lire à quelque vingt kilomètres à l’ouest de Tripoli l’ethnonyme / toponyme «Accara» . Et l’on apprend dans le texte d’Agostini (traduction par Kh. Tillisi, 1975) qu’il s’agit bien du nom de la tribu d’origine berbère, «Accara (ou Akkara)», qualifiés d’Ahali (autochtones ou indigènes »). 

## Histoire
L'origine des Accara assez curieuse explique les nombreux différends opposant certains éléments de la population. À la fin du XVIe siècle, Sidi Sayah Al Akermi, un marabout venant de Seguia El-Hamra, regroupe sous le vocable d’Accara les populations côtières. Une tribu de nomades tripolitains, les Ouled Chebal, gens fourbes et traîtres, demandèrent aide et asile au Accara et vécurent auprès d'eux. Bientôt, oublieux des bienfaits de leur hôte, ils s’acoquinèrent avec les Nouaïl et leur indiquèrent la fructueuse opération à réaliser en pillant les tentes des Accara. Et pour ce faire, ils signalèrent aux Nouaïl que les tentes Accara se distinguaient des leurs par une bande rouge cousue au centre et à laquelle était attachée la corde de soutien, alors qu’eux, Ouled Chebal, n’utilisaient pas cet ornement ; de nos jours encore, toutes les tentes Accara ont ce signe distinctif. L'union des deux tribus et la trahison des Ouled Chebel s'explique en raison de leurs origine Banu Sulaym commune, contrairement au Accara qui eux était berbère. 
Les Nouaïl, aidés par les Ouled Chebel tripolitains qui trahissent la confiance de leurs hôtes accaras effectuèrent leur razzia, pillant et tuant. Toute fois, un bon nombre d’Accara réussirent à prendre la fuite, abandonnant le tombeau de leur chef respecté, mort peu de temps auparavant. Ce tombeau, situé sur le territoire de Ben Gardane, était l’objet d’une grande vénération et reçoit, au cours d’un immense pèlerinage annuel, la visite de toute la population zarzisienne. Parmi les réfugiés se trouvaient les trois fils de Sidi Sayah, Bou Ali, l’aîné, M’Hamed et Saïd. Les survivants s’enfuient, sur les barques de leurs alliés de Zouara et Djerba, soit vers Gharyan en Tripolitaine, soit à Djerba chez les Beni Maguel qui recueillirent les malheureux. 
Les Djerbiens cependant se lassèrent de cette présence étrangère et incitèrent les Accara à tenter une expédition contre les Nouaïl, descendants de ces diaboliques Tripolitains auteurs de leur malheur, et implantés au lieu dit Sidi Chemmakh à quelques kilomètres du rivage faisant face à Djerba. De tels conseils furent hautement appréciés et rapidement suivis. Pendant ce temps chez les Ouerghemma, un mouvement de reconquête de leurs plaines sur les arabes a lieu et procèdent en assemblée générale au partage de leurs prochaines conquêtes. La tribu berbère des Touazine, va sceller une alliance avec les Accara afin d'attaquer les arabes Nouail. 
Après un débarquement en masse et quelques combats, les Accara mirent en fuite leurs adversaires . L’Accara étant prudent, même craintif, la troupe victorieuse préféra demeurer en un lieu qui, plus tard, deviendra Zarzis, distant de plusieurs dizaines de kilomètres des Nouail. Point n’était suffisant malgré tout.  Ces derniers s’étant établis au Sud-Ouest de la Sebkha el Melah, à Gassem Nebèche, furent encore refoulés vingt ans plus tard, par les Touazine et les Accara réunis. Ils se retirèrent plus à l’Est, au Sud d’el Biban, où se trouvaient les petites fractions Tripolitaines des Oulad Chebel, et pour se mettre en mesure de résister à leurs adversaires, ils bâtirent un fortin nommé Ksar Ben Gardane, du nom du maçon qui l’édifia. Ce vieux fortin existe encore. Il ne servait, à l’époque où il fut construit, qu’à emmagasiner les récoltes et n’était occupé que par quelques gardiens, mais il devenait à l’occasion un excellent point d’appui pour les Nouails.
Une légende raconte que durant cette période douloureuse allait se tisser une glorieuse époque dont l'héroïne fut une femme : elle s'appelait Gammoudi. Les combats meurtriers lui avaient ôté ce qu'elle avait de plus cher au monde : son mari et ses deux enfants tous morts au combat. La pauvre femme ne versa aucune larme et jura de les venger. Elle enleva ses habits de femme, ses bijoux, se rasa le crâne et mit des vêtements de cavalier. Elle parcourut la région de haut en large, ramena les réfugiés et rapatria les autres. Elle reconstitua sa tribu puis se dirigea vers ses voisins de Ben Gardane. Les Touazine lui prêtèrent main forte. Alors elle avança à la tête des combattants à l'intérieur de la Libye. Elle surprit les Nouails et leur infligea une lourde défaite. Elle revient à Zarzis, déposa les armes, remit son Fouta et sombra dans la détresse. Elle pleura tellement qu'elle perdit la vue et mourut aveugle après avoir écarté le danger. Pour lui témoigner leur gratitude, les marins de Zarzis construisirent un petit mausolée sur la butte qui domine le village. Le petit mausolée va se transformer pour devenir ce qu'est aujourd'hui la grande mosquée de Zarzis. En ce temps, le souverain de Tunis Ali Bey dépêcha ses émissaires pour construire une union entre toutes les tribus Ouerghemma et les Accara. Ce fut fait et les Accara occupèrent alors les terres qui longent le littoral depuis la sebkha jusqu'à la région de Choucha, laissant l'arrière pays au Touazine. Semi-nomades puis sédentaires, ils menèrent une vie de labeur fructueuse, qui donna à Zarzis cette belle parure verte, une forêt d'olivier qui s'étend à perte de vue.
Les Accara occupent la presqu'île de Zarzis et la bande de terrain d'une largeur de 40 kilomètres environ qui longe la mer jusqu'à la frontière tripolitaine. 
Les Accara ont dû modifier leurs mœurs primitives en raison des conditions de leur habitat. Obligés de renoncer à la vie nomade, ils se sont adonnés uniquement à la culture, à la pêche et aussi au cabotage. A part la fraction des Mouensa qui s'adonne à la vie nomade pendant sept à huit mois par an et forme une sorte de trait d'union entre les Touazines et les Accara, les autres indigènes de la tribu ne s'éloignent guère de l'oasis de Zarzis que le temps strictement nécessaire pour les labours et les récoltes. Éminemment laborieux, les Accara ont accru leurs cultures dans des proportions considérables depuis que l'occupation française leur assure la paix. La tribu est, en somme, relativement riche; elle tire encore d'importants revenus de la pèche et de l'exploitation du sel de la Sebkha-el-Melha.
Pendant la période de la Colonisation française  les Accara ont dû combattre un contingent composé des tribus des Jlass, des Hammamas, et des Nawaiel. Ils étaient au nombre de 400 cavaliers et se sont affrontés avec les Accara jusqu’à midi, finalement les contingents ont été repoussés et ont eu des pertes de plus de 12 tués, 30 blessés, 23 chevaux tués et 7 capturés tandis que les Accaras ont eu 10 hommes tués et 25 hommes blessés.

## Composition
Les différentes tribus composant la confédération sont les suivantes :
- Al Mouansa (arabe : الموانسة) ;
- Al Khalayfiyya (arabe : الخلايفية) ;
- Al Zaouiyya (arabe : الزاوية) ;
- Ouled Abd Al-Dayem (arabe : اولاد عبد الدايم) ;
- Ouled Bouali (arabe : اولاد بوعلي) ;
- Ouled Emhamed (arabe : اولاد امحمد).